# Buffon (Côte-d'Or)
Pour les articles homonymes, voir Buffon.
Buffon est une commune française située dans le département de la Côte-d'Or, en région Bourgogne-Franche-Comté.
Elle fit partie de la seigneurie puis comté de Buffon, terre du naturaliste Georges-Louis Leclerc, comte de Buffon dit Buffon.

## Géographie
Située dans la vallée de l'Armançon, Buffon est adossée au coteau calcaire dont on extrait une pierre semblable au comblanchien réputée non gélive.

### Accès
Cette vallée forme un passage stratégique pour franchir le relief, elle est donc riche en infrastructure : 
- fluviale avec le canal de Bourgogne à partir de 1832 ;
- routière avec une route qui fut un ancien tracé de la Nationale 5 ;
- ferroviaire avec :
  - la ligne de chemin de fer de Paris-Gare de Lyon à Marseille,
  - la branche vers Montbard de la LGV Sud-Est (sur la ligne TGV Paris - Dijon). (voir aussi le projet de branche ouest de la LGV Rhin-Rhône Aisy-sur-Armançon - Dijon).

### Climat
Pour des articles plus généraux, voir Climat de la Bourgogne-Franche-Comté et Climat de la Côte-d'Or.
En 2010, le climat de la commune est de type climat des marges montargnardes, selon une étude du Centre national de la recherche scientifique s'appuyant sur une série de données couvrant la période 1971-2000. En 2020, Météo-France publie une typologie des climats de la France métropolitaine dans laquelle la commune est exposée à un climat océanique altéré et est dans la région climatique  Lorraine, plateau de Langres, Morvan, caractérisée par un hiver rude (1,5 °C), des vents modérés et des brouillards fréquents en automne et hiver. 
Pour la période 1971-2000, la température annuelle moyenne est de 10,3 °C, avec une amplitude thermique annuelle de 15,9 °C. Le cumul annuel moyen de précipitations est de 827 mm, avec 13 jours de précipitations en janvier et 8 jours en juillet. Pour la période 1991-2020, la température moyenne annuelle observée sur la station météorologique de Météo-France la plus proche, « Montbard_sapc », sur la commune de Montbard à 6 km à vol d'oiseau, est de 11,4 °C et le cumul annuel moyen de précipitations est de 853,5 mm,. Pour l'avenir, les paramètres climatiques de la commune estimés pour 2050 selon différents scénarios d'émission de gaz à effet de serre sont consultables sur un site dédié publié par Météo-France en novembre 2022.

## Urbanisme

### Typologie
Au 1er janvier 2024, Buffon est catégorisée commune rurale à habitat très dispersé, selon la nouvelle grille communale de densité à 7 niveaux définie par l'Insee en 2022.
Elle est située hors unité urbaine. Par ailleurs la commune fait partie de l'aire d'attraction de Montbard, dont elle est une commune de la couronne,. Cette aire, qui regroupe 34 communes, est catégorisée dans les aires de moins de 50 000 habitants,.

### Occupation des sols
L'occupation des sols de la commune, telle qu'elle ressort de la base de données européenne d’occupation biophysique des sols Corine Land Cover (CLC), est marquée par l'importance des territoires agricoles (54,2 % en 2018), en diminution par rapport à 1990 (57,3 %). La répartition détaillée en 2018 est la suivante : 
terres arables (42,8 %), forêts (39,9 %), prairies (11,4 %), zones urbanisées (3 %), mines, décharges et chantiers (2,9 %). L'évolution de l’occupation des sols de la commune et de ses infrastructures peut être observée sur les différentes représentations cartographiques du territoire : la carte de Cassini (XVIIIe siècle), la carte d'état-major (1820-1866) et les cartes ou photos aériennes de l'IGN pour la période actuelle (1950 à aujourd'hui).

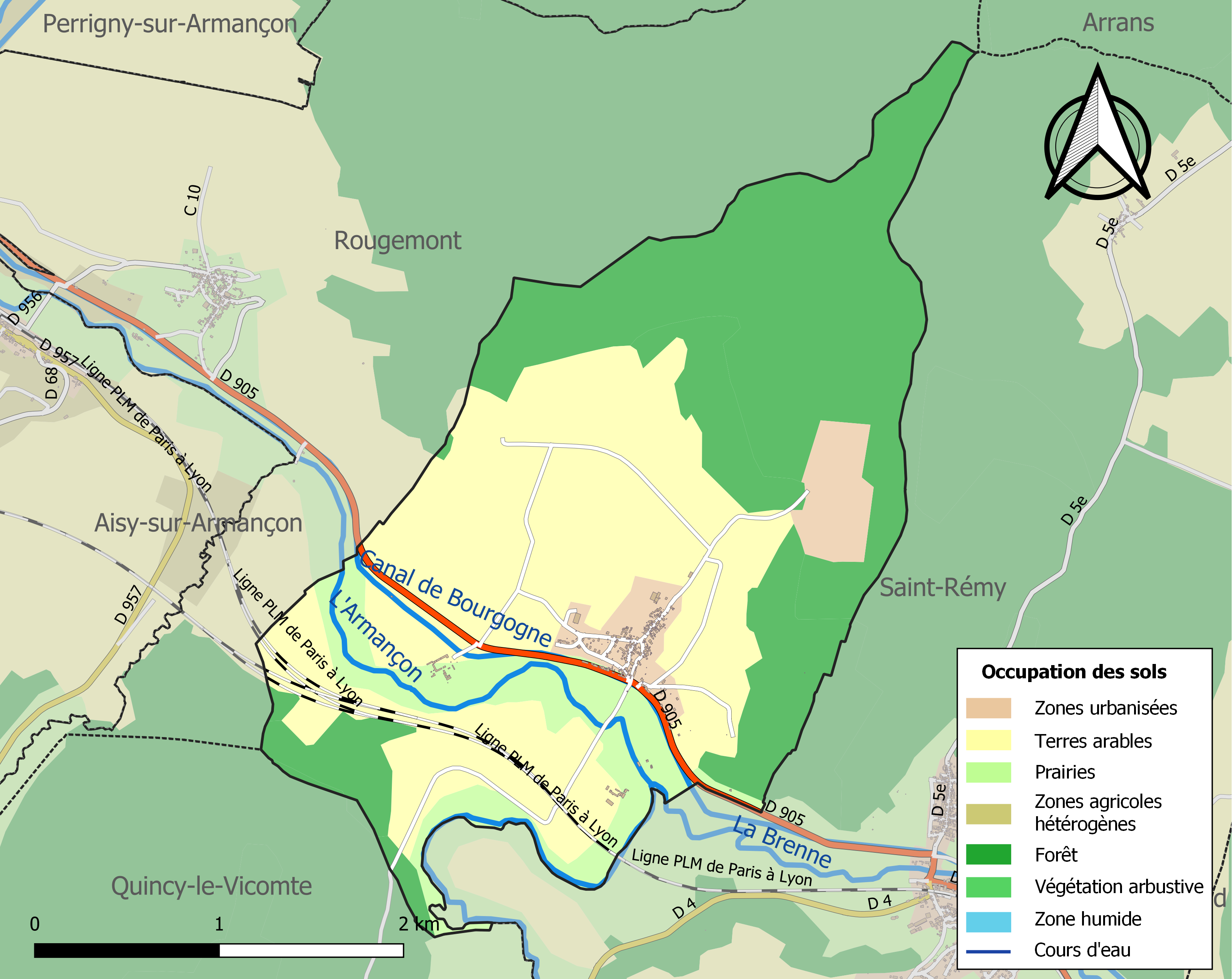
Carte des infrastructures et de l'occupation des sols de la commune en 2018 (CLC).

## Histoire
Buffon tire son nom de « bis fon » qui signifie deux fontaines (la situation géologique est effectivement propice à l'émergence d'eau d'infiltration).
En 1717, Benjamin Leclerc (père du naturaliste) achète la seigneurie de Buffon à Jean Bouhier grâce à la fortune héritée de Georges-Louis Blaisot, collecteur des impôts du duc de Savoie.
En 1769, Georges-Louis Leclerc, dit Buffon, y créa la forge de Buffon qui fut une des plus importantes entreprises métallurgiques de son temps. Elle est nommée aussi la "Grande Forge" car il fit des tests en faisant construire une première (petite) forge à Buffon puis une autre à Aisy-sur-Armançon.
En 1774, Louis XV promeut la seigneurie de Buffon en comté pour remercier le naturaliste (qui devient alors comte de Buffon) de ses services.
À la Révolution française, en 1793, l'église de Buffon servit de "temple de la raison", les citoyens devaient s'y rendre à chaque décadi pour y entendre la lecture des lois.

## Politique et administration
| Période                                  | Période   | Identité             | Étiquette | Qualité |
| ---------------------------------------- | --------- | -------------------- | --------- | ------- |
| 2014                                     | En cours  | Jean-Pierre Dzieciol |           |         |
| mars 2008                                | 2014      | Pierre Berthiot      |           |         |
| mars 2001                                | mars 2008 | Lucien Truchot       |           |         |
| avant 1988                               | ?         | René de Vecchi       |           |         |
| Les données manquantes sont à compléter. |           |                      |           |         |

## Démographie
L'évolution du nombre d'habitants est connue à travers les recensements de la population effectués dans la commune depuis 1793. Pour les communes de moins de 10 000 habitants, une enquête de recensement portant sur toute la population est réalisée tous les cinq ans, les populations de référence des années intermédiaires étant quant à elles estimées par interpolation ou extrapolation. Pour la commune, le premier recensement exhaustif entrant dans le cadre du nouveau dispositif a été réalisé en 2004.

En 2022, la commune comptait 154 habitants, en évolution de −16,76 % par rapport à 2016 (Côte-d'Or : +0,82 %, France hors Mayotte : +2,11 %).
| 1793 | 1800 | 1806 | 1821 | 1831 | 1836 | 1841 | 1846 | 1851 |
| ---- | ---- | ---- | ---- | ---- | ---- | ---- | ---- | ---- |
| 390  | 296  | 292  | 334  | 304  | 450  | 401  | 328  | 353  |

| 1856 | 1861 | 1866 | 1872 | 1876 | 1881 | 1886 | 1891 | 1896 |
| ---- | ---- | ---- | ---- | ---- | ---- | ---- | ---- | ---- |
| 298  | 344  | 382  | 323  | 344  | 346  | 349  | 321  | 317  |

| 1901 | 1906 | 1911 | 1921 | 1926 | 1931 | 1936 | 1946 | 1954 |
| ---- | ---- | ---- | ---- | ---- | ---- | ---- | ---- | ---- |
| 301  | 297  | 228  | 238  | 236  | 212  | 206  | 212  | 193  |

| 1962 | 1968 | 1975 | 1982 | 1990 | 1999 | 2004 | 2006 | 2009 |
| ---- | ---- | ---- | ---- | ---- | ---- | ---- | ---- | ---- |
| 167  | 187  | 175  | 167  | 190  | 187  | 177  | 181  | 164  |

| 2014 | 2019 | 2022 | - | - | - | - | - | - |
| ---- | ---- | ---- | - | - | - | - | - | - |
| 173  | 159  | 154  | - | - | - | - | - | - |

## Culture locale et patrimoine

### Lieux et monuments
- Église Saints-Pierre-et-Paul.

### Personnalités liées à la commune
- Georges-Louis Leclerc, comte de Buffon, éminent naturaliste français.